# Aspasia psittacina

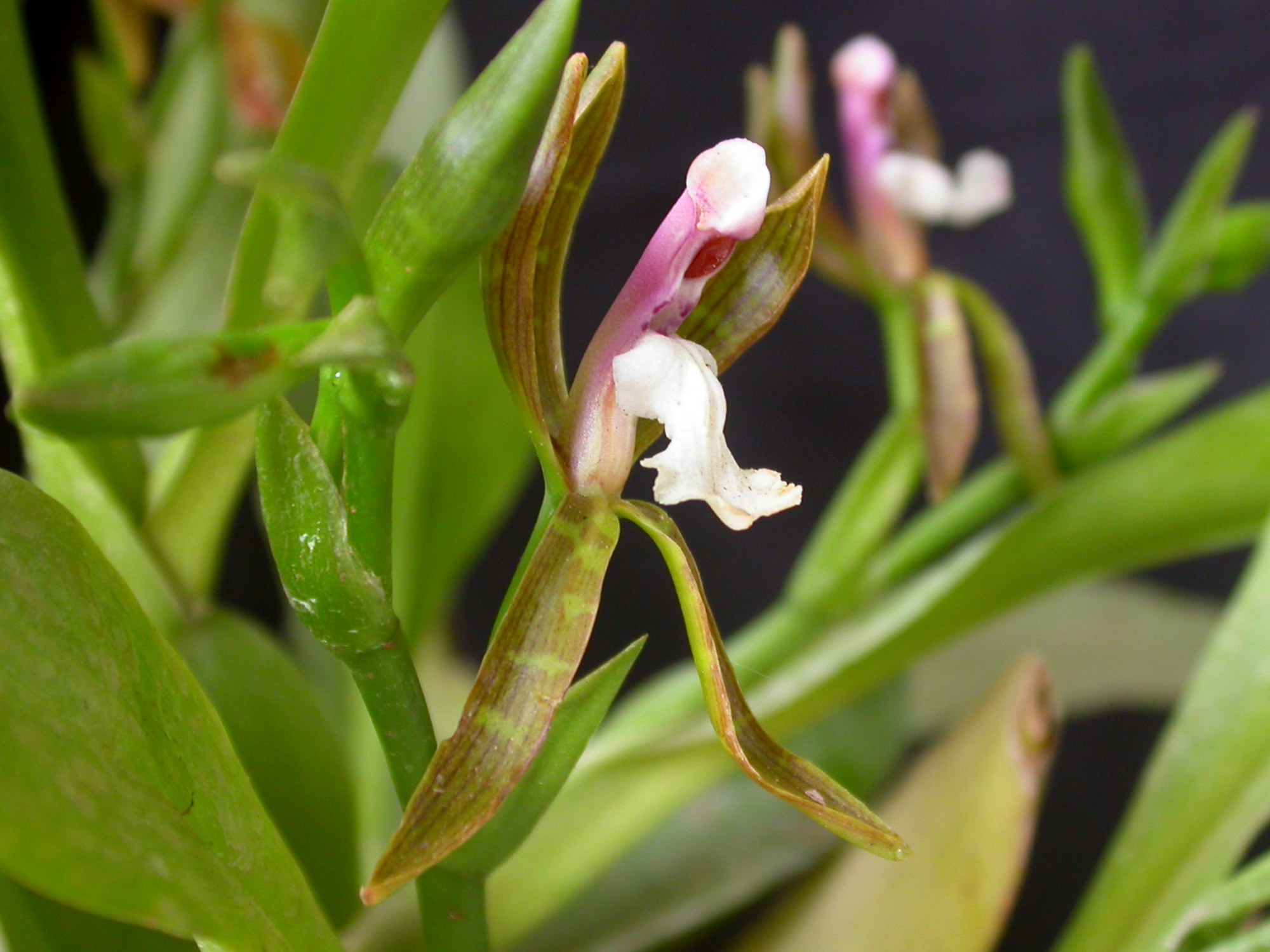
Detalle de la flor

Aspasia psittacina es una especie de orquídea originaria de Sudamérica.

## Descripción
Es una orquídea que prefiere el clima cálido, cespitosa epífita con un tallo alargado con pseudobulbos oblongo-elipsoides, fuertemente comprimidos, subtendidos por 3 a 5, brácteas foliáceas que son más pequeñas que las 2 hojas que produce, las cuales son lineales-lanceoladas y acuminadas. Florece a finales del invierno y principios de verano en una inflorescencia axilar, de longitud variable, en forma de racimo que deriva de pseudobulbos maduros, con brácteas florales ovadas, agudas y con 3 a 8, flores fragantes que se abren en sucesión durante un largo período.

## Distribución y hábitat
Se encuentra en Ecuador y Perú en alturas de entre 30 y 520 metros en los bosques estacionalmente secos con niebla nocturna frecuente. 

## Taxonomía
Aspasia psittacina fue descrita por (Rchb.f.) Rchb.f. y publicado en The Gardeners' Chronicle & Agricultural Gazette 2: 684. 1878.
Etimología
El nombre Aspasia procede del griego, y significa amable, agradable; nombrada por Aspasia de Mileto, la esposa ateniense de Pericles.
psittacina: epíteto latino que significa "jaspeada".
Sinonimia
- Odontoglossum psittacinum Rchb.f.	[5][6]